# کمبود ویتامین آ

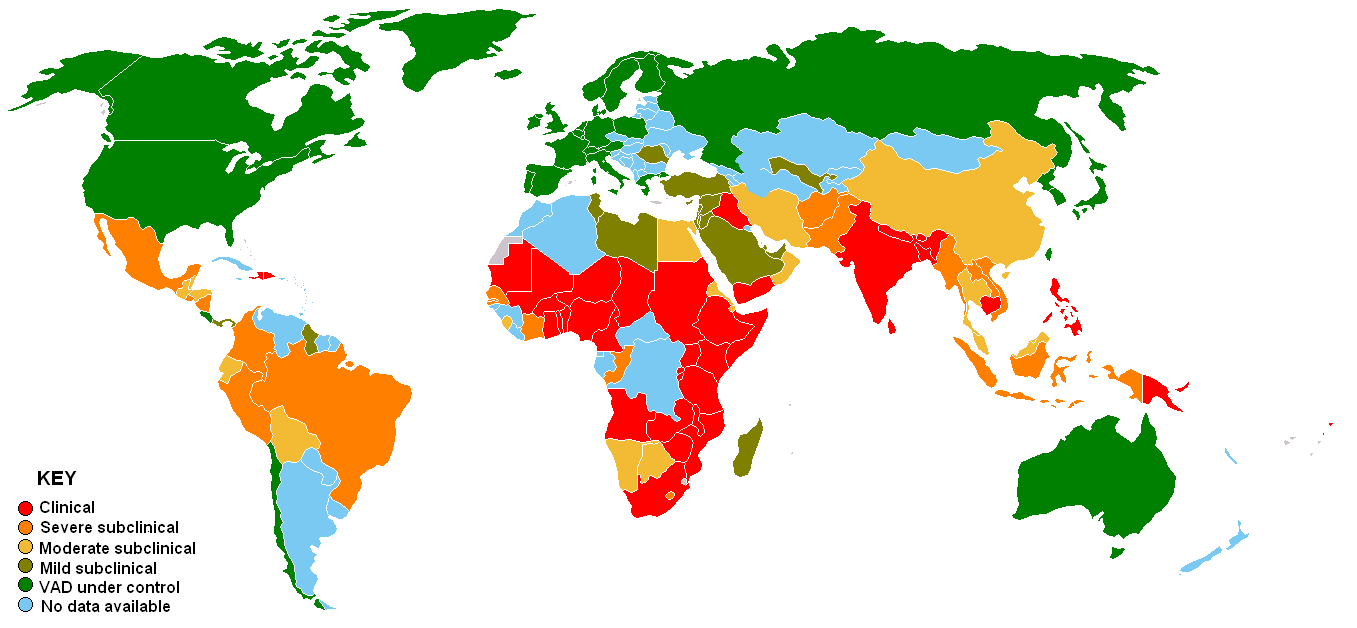
شیوع کمبود ویتامین آ در جهان بر حسب آمار سازمان بهداشت جهانی در آوریل ۱۹۹۵.

کمبود ویتامین آ (به انگلیسی: vitamin A deficiency)، در اثر ناکافی بودن رتینول (ویتامین آ) در رژیم غذایی ایجاد می‌شود. این اختلال در کشورهای در حال توسعه شایع است، و کم‌تر در کشورهای توسعه‌یافته دیده می‌شود.
شب‌کوری یکی از نخستین علائم کمبود ویتامین آ است. کمبود این ویتامین می‌تواند موجب گزروفتالمی و نابینایی کامل نیز بشود. حدود ۲۵۰٬۰۰۰ تا ۵۰۰٬۰۰۰ کودک سالانه در کشورهای جهان سوم به دلیل سوءتغذیه و کمبود ویتامین آ نابینا می‌شوند؛ و یک‌دوم آن‌ها یک سال پس از نابینایی تلف می‌شوند.
شیوع شب‌کوری در کشورهای جهان سوم در اثر کمبود ویتامین آ در زنان باردار نیز زیاد است، و یکی از علل مرگ‌ومیر مادران به‌هنگام زایمان است.
ویتامین آ همچنین در مقاومت بدن دربرابر عفونت‌ها و بیماری‌های عفونی نقش دارد. کمبود این ویتامین حتی به مقدار کم موجب بالا رفتن ریسک ابتلای کودکان به عفونت‌های تنفسی و گوارشی، کاهش میزان رشد و افزایش خطر مرگ طی بیماری‌های سخت می‌شود.

## علائم
شایع‌ترین علت نابینایی در کشورهای جهان سوم کمبود ویتامین آ است. سازمان بهداشت جهانی تعداد کودکانی را که بخشی از بینایی خود را به‌علت کمبود ویتامین آ از دست داده‌اند حدود ۱۳٫۸ میلیون نفر برآورد می‌شود.
شب‌کوری و گزروفتالمی از دیگر علائم کمبود ویتامین آ هستند. این کمبود همچنین می‌تواند موجب اختلال در دستگاه ایمنی، سرطان و نقص به‌هنگام تولد شود.
شب‌کوری موجب ناتوانی در تشخیص اشیاء در نور کم می‌شود. در واقع کمبود ویتامین آ مانع از تولید رودوپسین (رنگ‌دانهٔ مسئول دیدن در نور کم) می‌شود. رودوپسین در شبکیه وجود دارد و از یک پروتئین به نام اوپسین و رتینال (نوع فعال ویتامین آ) تشکیل می‌شود. به همین دلیل کمبود ویتامین آ در رژیم غذایی سبب اختلال در ایجاد رودوپسین در چشم و نهایتاً شب‌کوری می‌شود.
شب‌کوری در اثر کمبود ویتامین آ در ازدست‌دادن سلول‌های جامی در ملتحمه نقش دارند. سلول‌های جامی مسئول ترشح مخاط هستند، و نبود آن‌ها موجب گزروفتالمی می‌شود. در این شرایط، فرد توانایی تولید اشک را نخواهد داشت. در این صورت سلول‌های مردهٔ بافت پوششی و میکروب‌ها در ملتحمه باقی می‌مانند و توده‌هایی ایجاد می‌کنند که می‌توانند عفونی شوند و به نابینایی منجر شوند.

## علل
مهم‌ترین علت کمبود ویتامین آ رژیم غذایی نامناسب است. شیردهی مادرانی که دچار کمبود ویتامین آ هستند نیز موجب کمبود این ویتامین در نوزادانشان می‌شود. منشاءهای غذایی جانوری (گوشت، فراورده‌های لبنی، تخم‌مرغ و غیره) از مهم‌ترین منابع ویتامین آ هستند.
علاوه‌بر رژیم غذایی نامناسب، کمبود آهن نیز می‌تواند در جذب ویتامین آ اختلال ایجاد کند.

## درمان
کمبود ویتامین آ می‌تواند به‌صورت خوراکی (به‌عنوان مکمل غذایی) یا وریدی درمان گردد. مصرف غذاهایی که خاستگاه جانوری دارند نیز در درمان کمبودهای خفیف ویتامین آ مؤثر است.